# Senčak pri Juršincih
Senčak pri Juršincih je naselje v Občini Juršinci.